# Upplands-Bro (Gemeinde)
Koordinaten: 59° 29′ N, 17° 45′ O

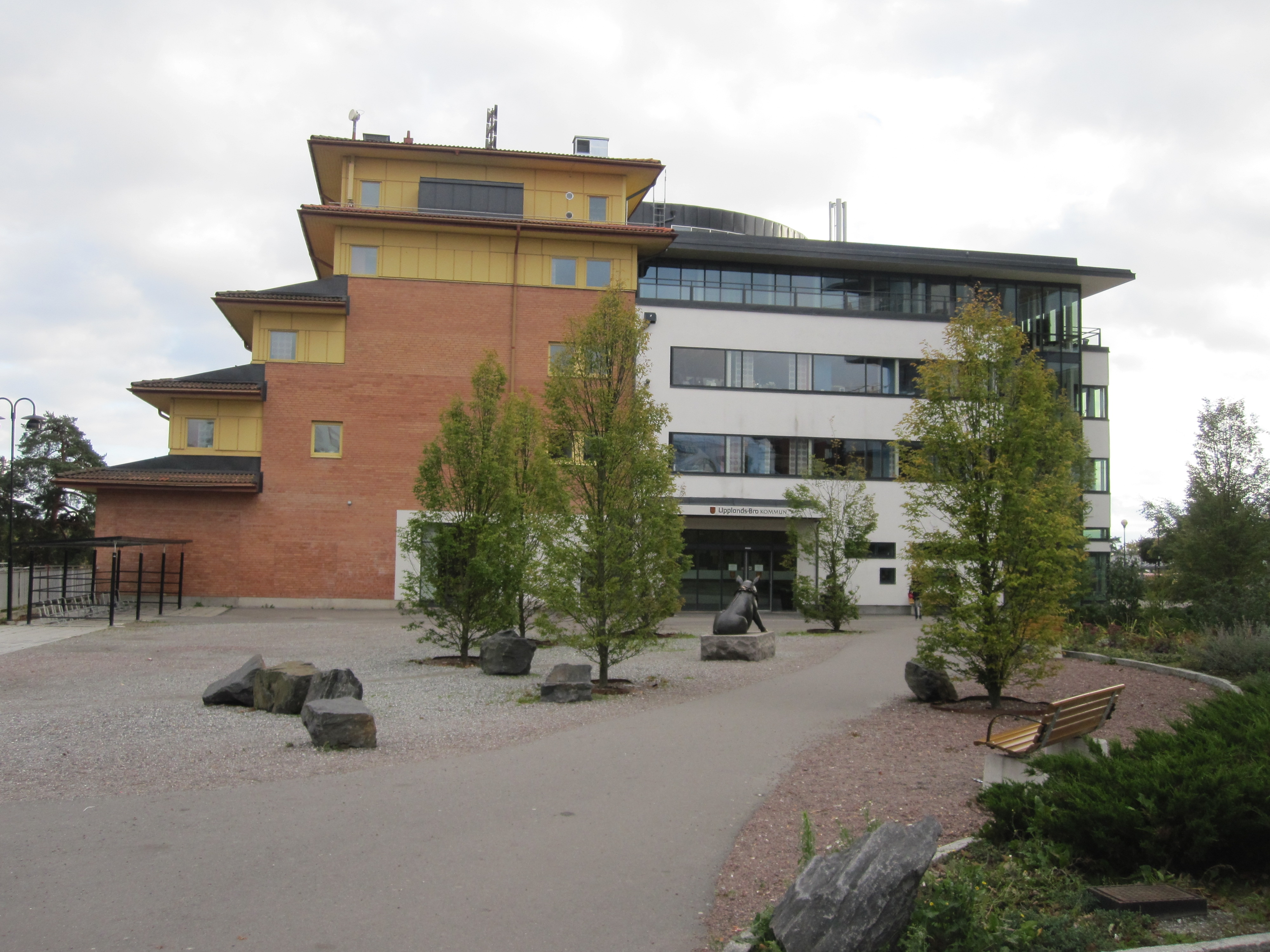
Furuhällshuset, Sitz der Gemeindeverwaltung von Upplands-Bro in Kungsängen

Upplands-Bro ist eine Gemeinde (schwedisch kommun) in der schwedischen Provinz Stockholms län und der historischen Provinz Uppland. Der Hauptort der Gemeinde ist Kungsängen.

## Geschichte
Die Gemeinde wurde 1952 durch die Zusammenlegung von Stockholms-Näs, Västra Ryd, Håbo-Tibble, Håtuna sowie Bro und Låssa gebildet. 1971 wurde sie von Uppsala län nach Stockholms län überführt.

## Größere Orte
- Bro
- Brunna
- Håbo Tibble kyrkby
- Kungsängen
- Sylta